# نوئل پیکوس-پیس
نوئل پیکوس-پیس (انگلیسی: Noelle Pikus-Pace؛ زادهٔ ۸ دسامبر ۱۹۸۲) ورزشکار اسکلتون اهل ایالات متحده آمریکا است.
وی در مسابقات کشوری و بین‌المللی در مجموع برندهٔ ۲ مدال طلا، ۴ مدال نقره شده‌است.